# 加泰羅尼亞民族主義
加泰羅尼亞民族主義是一種民族主義思想，主張加泰羅尼亞應該成為一個獨立國家，並且加強加泰羅尼亞人的文化團結。加泰羅尼亞民族主義起源於19世紀。在美西戰爭之後，由於戰爭使得加泰羅尼亞喪失了其產品的主要出口地，加上獨裁者佛朗哥極權統治時對加泰羅尼亞人的種種打壓，令加泰羅尼亞民族主義的支持率顯著提高。

## 形成背景

加泰隆尼亞獨立運動的象徵旗幟──星旗（Estelada）；藍色版本。

星旗的全紅色版本。

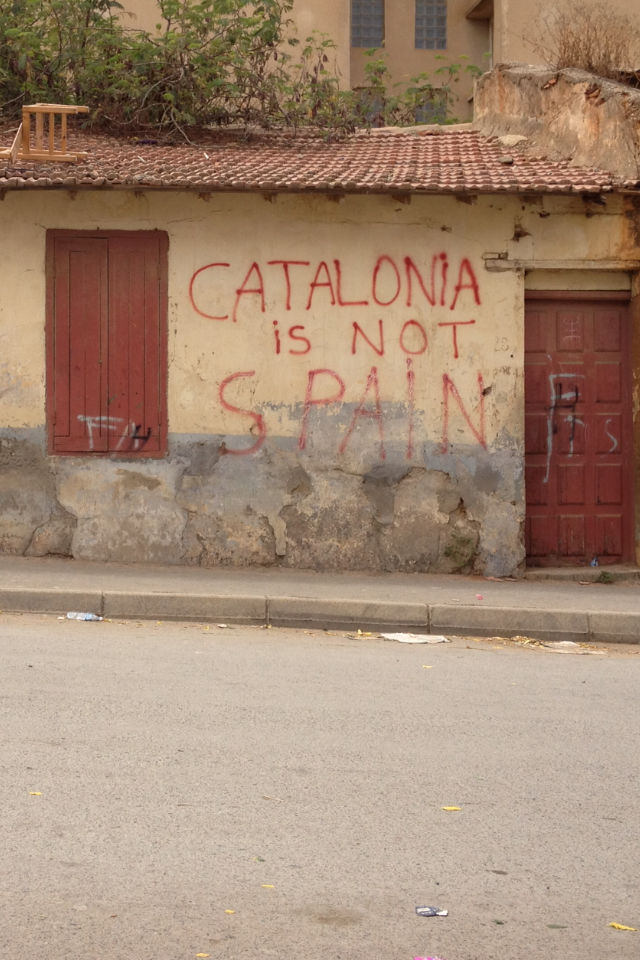
在加泰羅尼亞的街道牆壁上隨處都可以看到加泰羅尼亞不是西班牙的標記。

加泰羅尼亞在中世纪為亞拉岡王国的重要部分，並且聯合建立了亞拉岡聯合王國。1469年，卡斯蒂利亞女王伊莎貝拉一世和阿拉貢國王斐迪南二世結婚，標誌了西班牙王國的誕生。但是在此時期，阿拉貢與與卡斯蒂利亞仍然保持著各自的傳統制度與政治體制。然而政治權力之後卻漸漸地向卡斯蒂利亞傾斜，進一步形成了以其為中心的西班牙王國。
在隨後的幾個世紀當中，作為阿拉貢故地的加泰隆尼亞持續地在地方衝突中喪失了自主權力，權力集中於西班牙中央政府的情況亦逾來逾明顯。
1700年西班牙的哈布斯堡王朝的最後一位國王卡洛斯二世去世，沒有子女後代，群臣脅迫卡洛斯二世在遺囑裡傳位於其姐和法國國王路易十四 的次孫菲利普 （Felipe de Anjou），引來奧地利的哈布斯堡王朝不滿，認為應由奧地利哈布斯堡王朝的查理大公爵（即後來的皇帝查理六世）繼承西班牙王位，因此，和當時反對法國王室入主西班牙王位的英國、荷蘭、葡萄牙、神聖羅馬帝國等結盟，與支持法國王室的西班牙、巴伐利亞等宣戰，西班牙王位繼承戰爭因此而起。
在西班牙王位繼承戰爭初期，加泰隆尼亞地區向法國的菲利普宣誓效忠，但是，後來因為奧地利哈布斯堡王室給的條件比較優惠，轉而加入奧地利哈布斯堡王室的陣營，反對法國的菲利普入主西班牙王位。
這個西班牙王位繼承戰爭打了十幾年，後來1713年英國與法國簽訂烏得勒支和約，1714年法國又與奧地利簽訂拉什塔特和約，唯加泰隆尼亞地區對和約絲毫不知情，因此孤軍奮鬥，對抗法國、西班牙聯軍，直到1714年9月11日，巴塞隆納城被攻陷為止，從此西班牙王位由哈布斯堡王朝轉到法國波旁王朝手中，菲利普繼位為菲利普五世。
加泰隆尼亞自 1714 年於西班牙王位繼承戰爭大敗後，菲利普五世廢除了從十五世紀以來享有的自治權，也禁止了當地的加泰隆尼亞語，加泰隆尼亞人跟西班牙政府的恩怨情仇自此開始。
19世紀後期，加泰隆尼亞成為了工業中心，至今此地仍然是西班牙重要的工業地帶之一。20世紀初期，加泰隆尼亞取得了不同程度的自治權力。1933年，加泰罗尼亚重新建立自治政府，但是到了1939年，佛朗哥在西班牙内战中胜利后再次取消了加泰罗尼亚的自治權力，并且禁止使用加泰罗尼亚语。1975年，隨著西班牙民主轉型後的權力下放，加泰罗尼亚再度恢复了自治，加泰罗尼亚语也在西班牙获得官方语言地位，并且被承认为独立的欧洲语言之一。

### 2006年以後的發展
2006年6月17日，加泰罗尼亚在西班牙政府允許下舉辦了地方自治權力擴張的公民投票，結果贊成比例達到73.9%。然而2010年西班牙政府卻反口拒絕向加泰罗尼亚下放權力。
2012年9月11日，亦即紀念加泰隆尼亞於1714年被西班牙國王腓力五世入侵的民族節日──淪陷日，在加泰隆尼亞巴塞罗那有大量加泰隆尼亞人遊行示威，警察單位指出有150萬人參與、主辦單位指出有200萬人參與，要求脫離西班牙的管治，及主張獨立。是次的參與人數，為西班牙近年來遊行、集會活動中規模最大。在遊行中，加泰隆尼亞人表達了不滿意西班牙的債務危機所帶來的負面影響，及西班牙中央政府推行的財政緊縮措施，嚴重地拖累了加泰隆尼亞的經濟及就業環境。其中最使加泰隆尼亞人反感的是：西班牙政府不斷增加稅款要求，而且拒絕提供財政援助。
2013年9月11日，加泰罗尼亚国家大会发起加泰罗尼亚之路运动，号召参与示威的人群沿着历史上的奥古斯塔道的路线组成一个400公里长的人链，以争取加泰罗尼亚独立。
2014年9月11日，至少數十萬人在加泰隆尼亞自治區首府巴塞隆納遊行，要求舉行獨立公投。加泰隆尼亞當地政府首長馬斯(Artur Mas)積極地尋求在11月9日辦理獨立公投的可能性。加泰隆尼亞公眾外交委員會秘書長羅悠－馬林內(Albert Royo-Mariné)主張，西班牙應參考英國如何找到方法讓蘇格蘭人民表達自己的政治意願。
2014年9月27日，加泰羅尼亞自治區主席阿圖爾·馬斯宣布，當地將於11月9日舉行獨立公投。該公投為不具有法律效力的諮詢性公投，共有兩百二十萬人參與投票，投票率約40%；其中，80.7%贊成完全脫離西班牙獨立，11.1%贊成與西班牙組成聯邦，4.6%贊成維持統一。
2015年11月9日，加泰罗尼亚议会以72票对63票通过一项决议，并推出了一个为期18个月的独立路线图，寻求2017年脱离西班牙独立。
在西班牙中央強力反對下，加泰隆尼亞政府宣布於2017年10月1日舉行獨立公投。根據2017年7月4日加泰隆尼亞議會獨派黨團的協商結果，這次的獨立公投將採簡單多數決，也不設立投票率門檻。若是公投遭到否決，加泰隆尼亞自治政府將立即解散改選；但公投成功過關，那麼加泰隆尼亞自治政府將在48小時內宣佈「獨立」，脫離西班牙王國確認建國。
西班牙政府恐嚇將控告支持舉行獨立公投的官員並取消加泰羅尼亞的自治權，引來反彈。9月11日適逢加泰隆尼亞民族日，仍有百萬人走上巴塞隆納街頭高喊獨立。9月16日，加泰羅尼亞全部948位市長中，有750名市長在巴塞羅那市政廳前示威，抗議馬德里政府打壓，並表示拒絕屈服，將繼續爭公民表決與獨立。
2017年10月1日，獨立公投獲得通過，超過90%選民贊成獨立。

### 註腳
1. ↑  .   [2015-01-06]. （原始内容存档于2015-01-06）.
2. ↑  .   [2017年7月19日]. （原始内容存档于2006年7月14日）.
3. ↑  150萬人大遊行 加泰隆尼亞爭獨立 （页面存档备份，存于） 《自由時報》 2012年9月13日
4. ↑  加泰隆尼亞 150萬人喊獨立 （页面存档备份，存于） 《世界新聞網》 2012年9月13日
5. ↑  要獨立！加泰隆尼亞150萬人上街 （页面存档备份，存于） 《中國時報》 2012年9月12日
6. ↑  西班牙加泰羅尼亞宣布11/9舉行獨立公投 （页面存档备份，存于）《自由時報》2014年9月27日
7. ↑  加泰罗尼亚启动"独立"进程 西班牙:哪儿也去不了 （页面存档备份，存于）《人民网-环球时报》2015年11月11日 ]
8. ↑  加泰隆尼亞獨立草案：10月公投若過，48小時內獨立建國 （页面存档备份，存于） 轉角國際 2017年7月5日]
9. ↑  .   [2017-09-17]. （原始内容存档于2017-09-12）.
10. ↑  加泰羅尼亞700多市長今天上街示威爭公民表決與獨立 （页面存档备份，存于） 法國國際廣播電台 2017年9月16日]
11. ↑  加泰羅尼亞抗議獨立公投遭打壓 （页面存档备份，存于） Now新聞台 2017年9月17日]

### 文獻
- Alland, Alexander. Catalunya, One Nation, Two States: An Ethnographic Study of Nonviolent Resistance to Assimilation. New York: Palgrave Macmillan, 2006.
- Balcells, Albert. Catalan Nationalism: Past and Present. New York: St. Martin's Press, Inc., 1996.
- Conversi, Daniele. The Basques, the Catalans, and Spain: Alternative Routes to Nationalist Mobilisation. London: Hurst & Company, 1997. ISBN 1-85065-268-6.
- Conversi, Daniele. "Language or race?: the choice of core values in the development of Catalan and Basque nationalisms." Ethnic and Racial Studies 13 (1990): 50-70.
- Elliot, J.H. The Revolt of the Catalans. Cambridge: Cambridge University Press, 1963.
- Figueres, Josep M. Valentí Almirall, Forjador del Catalanisme Polític. Barcelona: Generalitat: Entitat Autònoma del Diari Official i de Publicacions, 1990.
- Fradera, Josep M. Cultura Nacional en una Societat Dividida. Barcelona: Curial, 1992.
- ---. "Rural Traditionalism and Conservative Nationalism in Catalonia 1865-1900." Critique of Anthropology X (1990): 51-72.
- Guibernau, Monserrat. Catalan Nationalism: Francoism, transition and democracy. Routledge: New York, 2004.
- Harvgreaves, John. Freedom for Catalonia? Catalan Nationalism, Spanish Identity and the Barcelona Olympic Games. New York: Cambridge, 2000.
- Herder, Johann Gottfried von. Introduction. Reflections on the Philosophy of the History of Mankind. By Manuel. Ed. Frank E. Manuel. Chicago: University of Chicago Press, 1968.
- Hooper, John. The Spaniards: a Portrait of the New Spain. Suffolk: Penguin Books, 1986.
- "Jacint Verdaguer i Santaló." Enciclopèdia Catalana. 2006. S.A. 12 Oct 2006 <http://www.grec.net/cgibin/hecangcl.pgm?&USUARI=&SESSIO=&NDCHEC=0070084&PGMORI=EArchive.today的存檔，存档日期2013-02-21>.
- Keating, Michael. Nations Against the State: The New Politics of Nationalism in Quebec, Catalonia and Scotland. New York: Palgrave Macmillan, 2001.
- Kedourie, Elie. Nationalism in Asia and Africa. London: Frank Cass, 1970.
- Linz, Juan. "Early State-Building and Late Peripheral Nationalisms Against the State: the Case of Spain." Building States and Nations: Analyses by Region. Eds. S.N. Eisenstadt, and Stein Rokkan. Beverly Hills: Sage, 1973. 32-116.
- Llobera, Josep R. Foundations of National Identity: from Catalonia to Europe. New York: Berghahn Books, 2004.
- ---. "The idea of Volksgeist in the formation of Catalan nationalist ideology" Ethnic and Racial Studies 6 (1983): 332-350.
- McRoberts, Kenneth. Catalonia: Nation Building Without a State. New York: Oxford, 2001.
- Payne, Stanley G. "Nationalism, Regionalism and Micronationalism in Spain." Journal of Contemporary History 26.3/4 (1991): 479-491.
- Penrose, Jan, and Joe May. "Herder's Concept of the Nation and Its Relevance to Contemporary Ethnic Nationalism." Canadian Review of Studies in Nationalism XVIII (1991): 165-177.
- Smith, Angel, and Clare Mar-Molinero. "The Myths and Realities of Nation-Building in the Iberian Peninsula." Nationalism and the Nation in the Iberian Peninsula: Competing and Conflicting Identities. Eds. Angel Smith, and Clare Mar-Molinero. Washington, D.C.: Berg, 1996. 1-33.
- Vilar, Pierre. La Catalogne dans L’Espagne moderne. Paris: Flammation, 1977 (Spanish Translation: 'Cataluña en la España moderna'. Barcelona: Editorial Crítica Grijalbo, 1978)
- ---. Historia de España. Paris: Librarie Espagnole, 1963.
- ---. "Spain and Catalonia." Review III (1980): 527-577.
- Vives, Jaime Vicens. Approaches to the History of Spain. 2nd. Berkeley: University of California Press, 1970.
- Woolard, Kathryn A. Double Talk: Bilingualism and the Politics of Ethnicity in Catalonia. Stanford: Stanford University Press, 1989.